# Microphaea
Microphaea is een geslacht van vlinders van de familie Uilen (Noctuidae), uit de onderfamilie Acontiinae.

## Soorten
- M. acidaliata Dognin, 1914
- M. griseata Hampson, 1910
- M. nyctichroa Hampson, 1910
- M. orientalis Hampson, 1918